# كأس أيرلندا الشمالية 1987–88
كأس أيرلندا الشمالية 1987–88 (بالإنجليزية: 1987–88 Irish Cup)‏ هو موسم من كأس أيرلندا. كان عدد الأندية المشاركة فيه 16، وفاز فيه غلينتوران.

## النهائي
| غلينتوران | 1 – 0 | غلينافون |
| --------- | ----- | -------- |
| Cleary    | تقرير |          |